# Beatmania 4thMIX ~the beat goes on~
Beatmania 4thMIX ~the beat goes on~ (En Corea del Sur: beatstage 4thMIX ~the beat goes on~) es el cuarto videojuego musical de beatmania. Fue lanzado en abril de 1999 en formato arcade,  y en septiembre del mismo año, se estrenó su contraparte para PlayStation como una expansión nombrado como beatmania APPEND 4thMIX ~the beat goes on~. Ambos contienen un total de 23 canciones, sin contar las ocho adicionales que se pueden conseguir en la versión CS.

## Características nuevas
- Todas las canciones previas de beatmania fueron eliminadas, siendo reemplazadas por un nuevo conjunto de 23 canciones.[7]
- Primer videojuego en incluir canciones con licencia y crossovers de canciones de otros videojuegos de Bemani.
- Interfaz del juego totalmente rediseñado.
- Kouichi Yamazaki y Yasushi Kurobane hacen su debut en BEMANI.
- Para la versión de PlayStation, los efectores son agregados por primera vez.
  - Los únicos efectos disponibles son varias formas de reverberación sonora, los cuales pueden ser seleccionados en el menú de Opciones. El efector se puede activar o desactivar durante el juego pulsando Select.

## Modos de juego
- Basic: Ideal para principiantes, de dificultad suave para poder familiarizarse con los botones. Disponible cuatro canciones por ronda.
- Hard: Siendo el modo difícil, el jugador puede jugar con canciones de hasta máximo nivel (siete estrellas). Cuatro canciones por ronda.
- Expert: En el modo reto, el jugador selecciona uno de los seis courses (STREET, VOCAL, TECHNO, SPECIAL, ANOTHER y HORRIBLE), los cuales están compuestos de cinco canciones cada uno. El objetivo principal es completar un course evitando que la barra de energía se agote por completo por fallos al ejecutar las notas.

## Modificadores
El videojuego tiene varios modificadores; Mientras que la versión arcade consta de tres, la versión para consola tiene dos extras:
- Hidden: Las notas desaparecen justo a la mitad de la pantalla.
- Double: Un solo jugador puede completar canciones usando ambos controladores (Se necesita crédito extra para esta opción).
- Battle: Ambos jugadores compiten entre ellos para obtener el puntaje más alto en una ronda.
- Random: Las notas no caen tal como está programados en el juego; Caen de manera aleatoria, sin aumentar ni disminuir la cantidad de las mismas.[8]
- Mirror: El orden de las notas es distribuidas de manera invertida horizontalmente, como si se viera en un espejo.[8]

## Comandos ocultos

Beatmania 4th keys explanation

En la versión arcade, hay diversos trucos los cuales pueden ser ejecutados:

### Modo canciones completas
Todas las canciones pueden ser seleccionadas sin la necesidad de pasar entre stages. Luego de insertar monedas, ingresar la siguiente combinación: 6-10-9-8-9-8-9-6-7-6-6-10-9-8-9-8-9-6-7-6-6 en las teclas del controlador derecho (2P). Inmediatamente, presionar el botón Start mientras se pulsan los botones Effect y las teclas 2 y 4 del controlador 1P.

### Canciones ocultas
Es posible desbloquear las canciones ocultas del videojuego ingresando 6-9-8-10-7-9-6-10 con los controles del segundo jugador. Luego, presionar Start mientras se mantiene presionado el botón Effect.
Como resultado, las canciones "Spaced Out", "Peace-out" y "Deep In You" estarán disponibles durante la ronda.

### Jugabilidad en modo Random y Mirror
Los modos Random y Mirror pueden ser utilizados durante todo un set, y se activan de la siguiente manera durante el título principal y con los controles derechos (2P):
- Random: Girar el disco en sentido horario tres veces y pulsar Start.
- Mirror: Girar el disco en sentido antihorario tres veces y pulsar Start.

### Versiones "Another"
Al momento de seleccionar una canción en el Stage Select, si una canción es escogida mientras se mantienen presionados los botones 2,3 y 4, la posición de las notas cambiarán en las siguientes canciones:
- I Live Just 4 U
- Pop corn
- Brand New World
- Jazz A Pump Up
- Drunk Monkey
- Logical Dash
- Deep In You

## Canciones nuevas
Las siguientes tablas muestran las canciones introducidas en el juego:
| Nombre                                                                | Género               | Artista                            | BPM                  | Disponible en Arcade | Disponible en PlayStation |
| Originales de Konami                                                  | Originales de Konami | Originales de Konami               | Originales de Konami | Originales de Konami | Originales de Konami      |
| --------------------------------------------------------------------- | -------------------- | ---------------------------------- | -------------------- | -------------------- | ------------------------- |
| BRAND NEW WORLD                                                       | HOUSE                | GTS featuring MELODIE SEXTON       | 128                  | Sí                   | Sí                        |
| BUILD-UP                                                              | TECHNO               | FORWARD                            | 135                  | Sí                   | Sí                        |
| CHAIN                                                                 | RAVE                 | RAM                                | 152                  | Sí                   | Sí                        |
| DESTRUCTION                                                           | BIG BEAT             | MPM                                | 131                  | Sí                   | Sí                        |
| DRUNK MONKY                                                           | MINIMAL              | DJ ODDBALL                         | 146                  | Sí                   | Sí                        |
| GENOM SCREAMS                                                         | TRANCE               | L.E.D. LIGHT                       | 150                  | Sí                   | Sí                        |
| HUNTING FOR YOU                                                       | R&B                  | TOGO PROJECT feat. MEGU & SCOTTY D | 105                  | Sí                   | Sí                        |
| I LIVE JUST 4 U                                                       | R&B                  | MPM                                | 90                   | Sí                   | Sí                        |
| JAZZ A PUMP UP                                                        | JAZZY HIPHOP         | TAKUMI                             | 100                  | Sí                   | Sí                        |
| KAKATTEKONKAI                                                         | CUBE BEAT            | BEBE                               | 103                  | Sí                   | Sí                        |
| KEEP ON MOVIN' proveniente de DanceDanceRevolution 2ndMIX             | DANCE POP            | N.M.R.                             | 132                  | Sí                   | Sí                        |
| LOGICAL DASH                                                          | HAPPY                | DJ TAKA                            | 144                  | Sí                   | Sí                        |
| PARANOIA MAX ～DIRTY MIX～ proveniente de DanceDanceRevolution 2ndMIX | JUNGLE               | 190                                | 190                  | Sí                   | Sí                        |
| POPCORN                                                               | HIPHOP               | DJ WATARAI                         | 93                   | Sí                   | Sí                        |
| RUGGED ASH                                                            | FUTURE JAZZ          | SYMPHONIC DEFOGGERS                | 168                  | Sí                   | Sí                        |
| SODA                                                                  | DRUM'N BASS          | SLAKE                              | 160                  | Sí                   | Sí                        |
| TAKE A RIDE                                                           | SOUL HIPHOP          | LARRY DUNN                         | 117                  | Sí                   | Sí                        |
| TAKE CONTROL                                                          | 70's SOUL            | LARRY DUNN                         | 112                  | Sí                   | Sí                        |
| WEIGHTED ACTION                                                       | HARD HOUSE           | DEEP EMOTION                       | 130                  | Sí                   | Sí                        |
| YOU MAKE ME                                                           | JAZZ HOUSE           | MONDAY MICHIRU                     | 109                  | Sí                   | Sí                        |
| Canciones ocultas                                                     |                      |                                    |                      |                      |                           |
| deep in you                                                           | DANCE POP            | dj nagureo                         | 126                  | Sí                   | Sí                        |
| peace-out                                                             | DEEP HOUSE           | dj nagureo                         | 133                  | Sí                   | Sí                        |
| SPACED OUT                                                            | LOUNGE               | ENOLA QUINTET                      | 88                   | Sí                   | Sí                        |

## Modo Bonus Edit
El BONUS EDIT solo está disponible en PlayStation. Contiene canciones adicionales de entregas previas y una interfaz antigua. Puede ser accedido si se cambian entre discos físicos de la manera ordenada: Primero se inserta beatmania (PlayStation) y luego se cambia por beatmania APPEND GOTTAMIX y finalmente, se cambia por APPEND 4thMIX.
| Nombre                          | Género                      | Artista                                      | BPM              | Disponible en Arcade | Disponible en PlayStation |
| beatmania 2ndMIX                | beatmania 2ndMIX            | beatmania 2ndMIX                             | beatmania 2ndMIX | beatmania 2ndMIX     | beatmania 2ndMIX          |
| ------------------------------- | --------------------------- | -------------------------------------------- | ---------------- | -------------------- | ------------------------- |
| 20,november (single mix)        | HOUSE nagureo kidding style | DJ nagureo                                   | 130              | No                   | Sí                        |
| 20,november (radio edit)        | HOUSE nagureo kidding style | DJ nagureo                                   | 130              | No                   | Sí                        |
| Acid Bomb                       | HARD TEKNO                  | DJ FX                                        | 140              | No                   | Sí                        |
| beatmania 3rdMIX                |                             |                                              |                  |                      |                           |
| Attack the music                | HARD TECHNO crack style     | DJ FX                                        | 140              | No                   | Sí                        |
| beatmania completeMIX           |                             |                                              |                  |                      |                           |
| 20,november                     | HARD HOUSE                  | dj nagureo                                   | 130              | No                   | Sí                        |
| Believe again (english version) | DANCE POP (english)         | e.o.s remixed by dj nagureo featuring miryam | 130              | No                   | Sí                        |
| quick master (reform version)   | J-TEKNO                     | YOHEI SHIMIZU                                | 145              | No                   | Sí                        |
| LUV TO ME (english version)     | EURO BEAT (english)         | third mix                                    | 154              | No                   | Sí                        |